# Afrogarypus subimpressus
Espèce
Synonymes
- Geogarypus subimpressus Beier, 1955

Afrogarypus subimpressus est une espèce de pseudoscorpions de la famille des Geogarypidae.

## Distribution
Cette espèce est endémique d'Afrique du Sud. Elle se rencontre au Cap-Occidental et dans le Sud du Cap du Nord.

## Systématique et taxinomie
Cette espèce a été décrite sous le protonyme Geogarypus subimpressus par Beier en 1955. Elle est placée dans le genre Afrogarypus par Harvey en 1986.

## Publication originale
- Beier, 1955 : Pseudoscorpionidea. South African animal life. Results of the Lund Expedition in 1950-1951, Almquist and Wiksell, Stockholm, vol. 1, p. 263-328.